# 圣塞瓦斯蒂安-德洛斯巴列斯特罗斯
圣塞瓦斯蒂安-德洛斯巴列斯特罗斯，是西班牙安达卢西亚自治区科尔多瓦省的一个市镇。总面积12平方公里，总人口837人（2001年），人口密度70人/平方公里。